# Šumetlica
Šumetlica is een plaats in de gemeente Cernik in de Kroatische provincie Brod-Posavina. De plaats telt 315 inwoners (2001).